# Joseph-Frédéric de Saxe-Hildburghausen
Joseph Maria Friedrich Wilhelm Hollandinus (né le 8 octobre 1702 à Hildburghausen, mort le 14 janvier 1787 à Hildburghausen) fut prince régent de Saxe-Hildburghausen et feld-maréchal au service de l'Autriche.

## Biographie
Joseph, troisième fils du duc Ernest de Saxe-Hildburghausen et de Sophie Henriette de Waldeck qui décède dix jours après sa naissance, reçoit l'éducation des aristocrates de son temps, voyageant dans différents pays d'Europe. Il s'enrôle dans l'armée des Habsbourgs à l'âge de seize ans et devient, en 1719, capitaine dans le 18e régiment d'infanterie "Seckendorff", avec lequel il prend part, en Sicile, à la guerre de la Quadruple-Alliance (1717-1720). Après sa conversion au catholicisme en 1728, le prince connaît une ascension rapide dans la carrière militaire. En 1729, il est nommé lieutenant-colonel et l'année suivante colonel du régiment "Palffy". Il commande même son propre régiment d'infanterie en 1732. Après le déclenchement de la guerre de Succession de Pologne (1733-1738), il sert au nord de l'Italie. Donnant toutes satisfactions, il est nommé feld-maréchal-lieutenant le 30 avril 1735.
Joseph termine la guerre avec le grade de feld-maréchal (25 septembre 1736). Un an plus tard, il se voit confier le commandement du corps autrichien et participe à la guerre russo-turque de 1737 à 1739. Sa tentative de conquérir Banja Luka échoue, mais dans pratiquement tous les grands engagements, le prince se distingue par son courage, comme le 22 juillet 1739, dans la bataille de Grocka (en) où il couvre la retraite de l'armée impériale.
Après la guerre, le prince est nommé gouverneur de Komárom en Hongrie. Au début de la guerre de Succession d'Autriche (1740-1748), il supervise à Komáron, la création de nouveaux régiments hongrois. Il est nommé directeur de la haute autorité militaire et général commandant des forces armées de l'Autriche intérieure, de Karlsstadt et de Varaždin, en 1743. En mai 1749, il est dégagé à sa demande de ces postes de responsabilité.
Il passe les années suivantes tranquillement en Autriche. Au printemps de 1757, après le déclenchement de la guerre de Sept Ans (1756-1763), le prince de Saxe-Hildburghausen est nommé commandant en chef de l'armée impériale, contre Frédéric le Grand. Malgré l'aide d'un corps français, l'armée impériale est défaite à la bataille de Rossbach, le 5 novembre 1757. Blessé par cette défaite, le maréchal de camp renonce à toutes affaires militaires. Il reçoit tout de même la dignité de maréchal de l'armée impériale, le 9 novembre 1785.
Toute sa vie durant, le maréchal maintient de très bonnes relations avec la famille des Habsbourg. En 1739 l'empereur Charles VI le nomme chevalier de l'ordre de la Toison d'or et il représente, le 13 mars 1741, Auguste III de Pologne comme parrain du jeune archiduc Joseph, fils de l'impératrice Marie-Thérèse.
Le 17 avril 1738 le maréchal épouse à Paris Marie-Anne-Victoire de Savoie, nièce et seule héritière de l'immense fortune du défunt prince Eugène. La comtesse de Soissons a vingt ans de plus que lui. Par cette union, Joseph devient propriétaire de grands domaines et d'une immense fortune. Bien que non officiellement séparé, le couple, qui n'est pas heureux, se sépare en 1752. Le prince passe alors le plus clair de son temps dans son château de Vienne et comme tous les membres de sa famille, il dépense beaucoup d'argent. Les ducs de Saxe-Hildburghausen laissent ainsi de nombreuses dettes. En 1769, afin d'éviter la faillite du duché, l'empereur Joseph II lui donne l'ordre de rétablir la situation que le duc Ernest-Frédéric III, est incapable de gérer. À sa mort, le 23 septembre 1780, celui-ci laisse un jeune héritier, le duc Frédéric Ier de Saxe-Hildburghausen, âgé de dix-sept ans. Le prince est nommé prince-régent, titre qu'il conserve jusqu'à sa propre mort, à l'âge de quatre-vingt-quatre ans.

## Sources
- (en) Cet article est partiellement ou en totalité issu de l’article de Wikipédia en anglais intitulé « Prince Joseph of Saxe-Hildburghausen » (voir la liste des auteurs) dans sa version du 26 mai 2008.